# (1606) Jekhovsky
(1606) Jekhovsky est un astéroïde de la ceinture principale.

## Description
(1606) Jekhovsky est un astéroïde de la ceinture principale. Il fut découvert le 14 septembre 1950 à Alger par Louis Boyer. Il présente une orbite caractérisée par un demi-grand axe de 2,69 UA, une excentricité de 0,32 et une inclinaison de 7,7° par rapport à l'écliptique.

## Compléments